# マルコム・オーストラー
- オスラー

マルコム・オーストラー（Malcolm Oastler、1959年4月24日 - ）は、オーストラリアのレーシングカーデザイナー。F1チームBARの元テクニカルディレクター、ジャガー・レーシングの元チーフエンジニア。数多くのレースカーのデザインを手掛けた。

## 経歴
オーストラリアのシドニーで生まれた。
若い頃からモータースポーツ愛好家であり、ドライバーであった彼は、シドニー工科大学で機械工学の優等学位を取得し、オーストラリア・フォーミュラフォード選手権に出場し良い成績を残した。
ヨーロッパのモータースポーツシーンで勝負することを決意し、学位取得後の1985年にイギリスに移住したが、財政的にはかなり苦労をした。
この間、ミニバイクからバスに至る様々な設計・製造に関連するような経験もしていた。

### レイナードの雇用
英国のフォーミュラフォード2000のレースシートと引き換えに、レスターシャーのミルデントモータースポーツのメカニックとして働いていた1986年に、エンジニアリングの才能が認められ、デザイナーとしてレイナード社に加わり、1987年用のフォーミュラフォード車を設計し、エイドリアン・レイナードは「おそらくこれまでに作った中で最高のFF1600」と言わしめた。
それ以降は、フォーミュラフォード2000、F3000、インディカーなどのレーシングカテゴリーでレイナードのデザインチームのトップを務め、多くの設計スタッフを率いて結果を出し、車体投入年に勝利するというジンクスを生み出した。

### フォーミュラ3000
入社2年目の1987年に起動した、F3000シリーズカーの設計プロジェクトは特に強力で、1989年のマーチの倒産とも絡み、結果的に、ビスター発のマーチの独占市場を完璧に継承するかたちになる。
| シリーズ        | 出走 | 設計 | チャンピオン                       | 所属チーム                               | 製造/車体 | 製造/車体      | 製造地   | 設計チーム トップ      | エンジン   |
| --------------- | ---- | ---- | ---------------------------------- | ---------------------------------------- | --------- | -------------- | -------- | ---------------------- | ---------- |
| 国際F3000       | 1985 | 1984 | クリスチャン・ダナー               | BSファブリケーションズ                   | 16        | マーチ 85B     | ビスター | アラン・マーテンス     | コスワース |
| 国際F3000       | 1986 | 1985 | イヴァン・カペリ                   | ジェノア・レーシング                     | 19        | マーチ 86B     | ビスター | アラン・マーテンス     | コスワース |
| 国際F3000       | 1987 | 1986 | ステファノ・モデナ                 | オニクス                                 | 37        | マーチ 87B     | ビスター | アラン・マーテンス     | コスワース |
| 国際F3000       | 1988 | 1987 | ロベルト・モレノ                   | ブロムレイ・モータースポーツ             |           | レイナード 88D | ビスター | マルコム・オーストラー | コスワース |
| 国際F3000       | 1989 | 1988 | ジャン・アレジ                     | エディ・ジョーダン・レーシング           |           | レイナード 89D | ビスター | マルコム・オーストラー | 無限       |
| イギリスF3000   | 1989 | 1987 | ゲイリー・ブラバム                 | ブロムレイ・モータースポーツ             |           | レイナード 88D | ビスター | マルコム・オーストラー | コスワース |
| 国際F3000 (2位) | 1990 | 1989 | エリック・ヴァン・デ・ポール (2位) | GAモータースポーツ                       |           | レイナード 90D | ビスター | マルコム・オーストラー | 無限       |
| イギリスF3000   | 1990 | 1989 | ペドロ・チャベス                   | マンセル・マジウィック・モータースポーツ |           | レイナード 90D | ビスター | マルコム・オーストラー | コスワース |
| 国際F3000       | 1991 | 1990 | クリスチャン・フィッティパルディ   | パシフィック・レーシング                 |           | レイナード 91D | ビスター | マルコム・オーストラー | 無限       |
| イギリスF3000   | 1991 | 1989 | ポール・ワーウィック               | マンセル・マジウィック・モータースポーツ |           | レイナード 90D | ビスター | マルコム・オーストラー | コスワース |
| 国際F3000       | 1992 | 1991 | ルカ・バドエル                     | クリプトン・エンジニアリング             |           | レイナード 92D | ビスター | マルコム・オーストラー | コスワース |
| イギリスF2      | 1992 | 1991 | イヴァン・ミュラー                 | オメガランド                             |           | レイナード 91D | ビスター | マルコム・オーストラー | コスワース |
| 国際F3000       | 1993 | 1992 | オリビエ・パニス                   | DAMS                                     |           | レイナード 93D | ビスター | マルコム・オーストラー | コスワース |
| イギリスF2      | 1993 | 1990 | フィリップ・アダムス               | マジウィック・インターナショナル         |           | レイナード 91D | ビスター | マルコム・オーストラー | コスワース |
| イギリスF2      | 1993 | 1991 | フィリップ・アダムス               | アルゴ・レーシング・カーズ               |           | レイナード 92D | ビスター | マルコム・オーストラー | コスワース |
| 国際F3000       | 1994 | 1993 | ジャン＝クリストフ・ブイヨン       | DAMS                                     |           | レイナード 94D | ビスター | マルコム・オーストラー | コスワース |
| イギリスF2      | 1994 | 1991 | ホセ・ルイス・ディ・パルマ         | AJSレーシング                            |           | レイナード 92D | ビスター | マルコム・オーストラー | コスワース |
| イギリスF2      | 1994 | 1991 | ホセ・ルイス・ディ・パルマ         | マジウィック・インターナショナル         |           | レイナード 92D | ビスター | マルコム・オーストラー | コスワース |
| 国際F3000       | 1995 | 1994 | ヴィンセンツォ・ソスピリ           | スーパーノヴァ・レーシング               |           | レイナード 95D | ビスター | マルコム・オーストラー | コスワース |
| イギリスF2      | 1996 | 1994 | ギャレス・リース                   | スーパーノヴァ・レーシング               |           | レイナード 95D | ビスター | マルコム・オーストラー | 無限       |

オーストラーが手掛けるたシャシーデザインは5つのタイトルを獲得した。

### インディカー

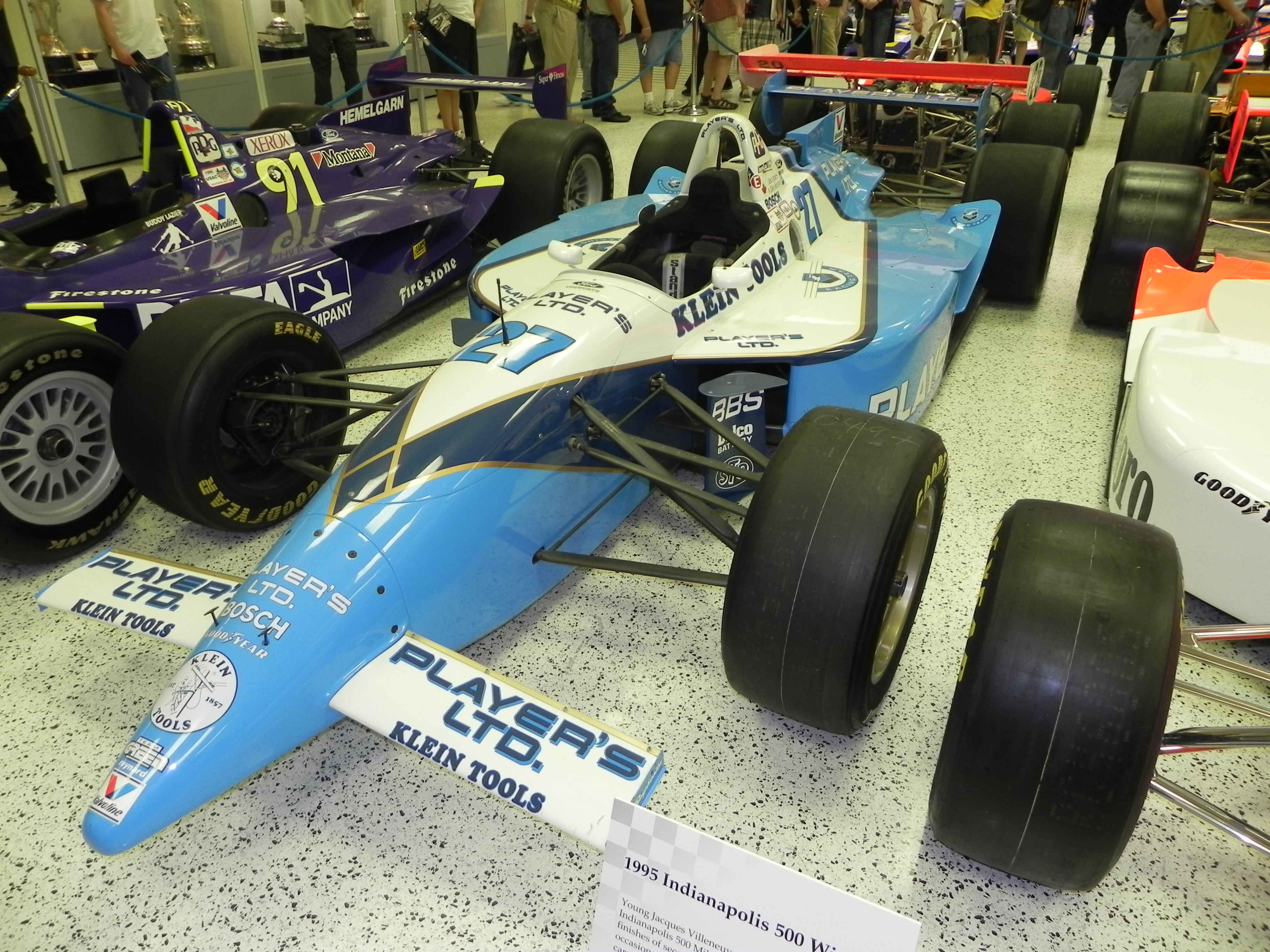
レイナード・95i
（1995年インディ500優勝車）

F3000の成功後、オーストラーはプロジェクトの開始からインディカーのデザインを主導した。彼のレイナード95Iシャーシは、インディ500を含む合計8レースで優勝し、ポールポジションから13回以上スタートしたが、彼の活動拠点は、レイナードの旧本部と呼ばれた、レイナード・センターでビスターのテルフォードロードにあった。
|                                                       | 投入年                                                | 設計年                                                | チャンピオン                                          | 所属チーム                                            | 車体/設計・製造                                       | 車体/設計・製造       | エンジン        |
| ----------------------------------------------------- | ----------------------------------------------------- | ----------------------------------------------------- | ----------------------------------------------------- | ----------------------------------------------------- | ----------------------------------------------------- | --------------------- | --------------- |
| (1992.11) 94Iプロジェクトスタート(1994年カー14台製造) | (1992.11) 94Iプロジェクトスタート(1994年カー14台製造) | (1992.11) 94Iプロジェクトスタート(1994年カー14台製造) | (1992.11) 94Iプロジェクトスタート(1994年カー14台製造) | (1992.11) 94Iプロジェクトスタート(1994年カー14台製造) | (1992.11) 94Iプロジェクトスタート(1994年カー14台製造) | ビスターで 設計・製造 |                 |
| INDY                                                  | 1994年                                                | 1993                                                  |                                                       |                                                       | レイナード・94I                                       | ビスターで 設計・製造 |                 |
| INDY                                                  | 1995年                                                | 1994                                                  | ジャック・ヴィルヌーヴ                                | チーム・グリーン                                      | レイナード・95I                                       | ビスターで 設計・製造 | フォ－ド XB V8t |
| INDY                                                  | 1996年                                                | 1885                                                  | ジミー・バッサー                                      | チップ・ガナッシ                                      | レイナード・96I                                       | ビスターで 設計・製造 | ホンダ          |
| CART                                                  | 1997年                                                | 1996                                                  | アレックス・ザナルディ                                | チップ・ガナッシ                                      | レイナード・97I                                       | ビスターで 設計・製造 | ホンダ          |
| CART                                                  | 1998年                                                | 1997                                                  | アレックス・ザナルディ                                | チップ・ガナッシ                                      | レイナード・98I                                       | ビスターで 設計・製造 | ホンダ          |
| CART                                                  | 1999年                                                | 1998                                                  | ファン・パブロ・モントーヤ                            | チップ・ガナッシ                                      | レイナード・99I                                       | ビスターで 設計・製造 |                 |
| CART                                                  | 2000年                                                | 1999                                                  | ジル・ド・フェラン                                    | ペンスキー                                            | レイナード・2KI                                       | ビスターで 設計・製造 | ホンダ HR-0 V8t |
| CART                                                  | 2001年                                                | 2000                                                  | ジル・ド・フェラン                                    | ペンスキー                                            | レイナード・01I                                       | ビスターで 設計・製造 | ホンダ HR-0 V8t |
| CART                                                  | 2002年                                                | 2001                                                  | 景気後退で売れず                                      | 景気後退で売れず                                      | 景気後退で売れず                                      | ビスターで 設計・製造 |                 |

### レイナードF1

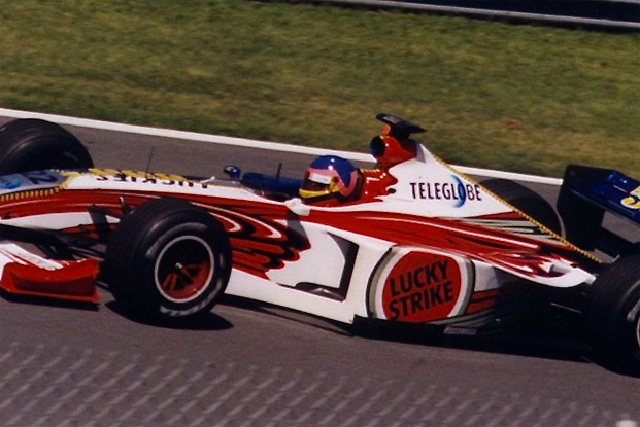
ジャック・ヴィルヌーヴがドライブするBAR 01（1999年カナダGP）

1998年、オーストラーは、新しく結成されたレイナードの合弁チームのBARチームで、1998年に1999年用のBAR 01車の設計を行い、納車係としてチーフデザイナーの役割でレースチームに参加した。
1999年のシーズン中に、オーストラーはテクニカルディレクターの役割に昇進したが、2000年にはまた、チーフデザイナーの地位に戻った。

### レイナードの倒産
2001年9月のニューヨークの悲劇を引き金となる、2002年初頭のレイナードの倒産劇が起こる。

### 旧本社の生き残りのために

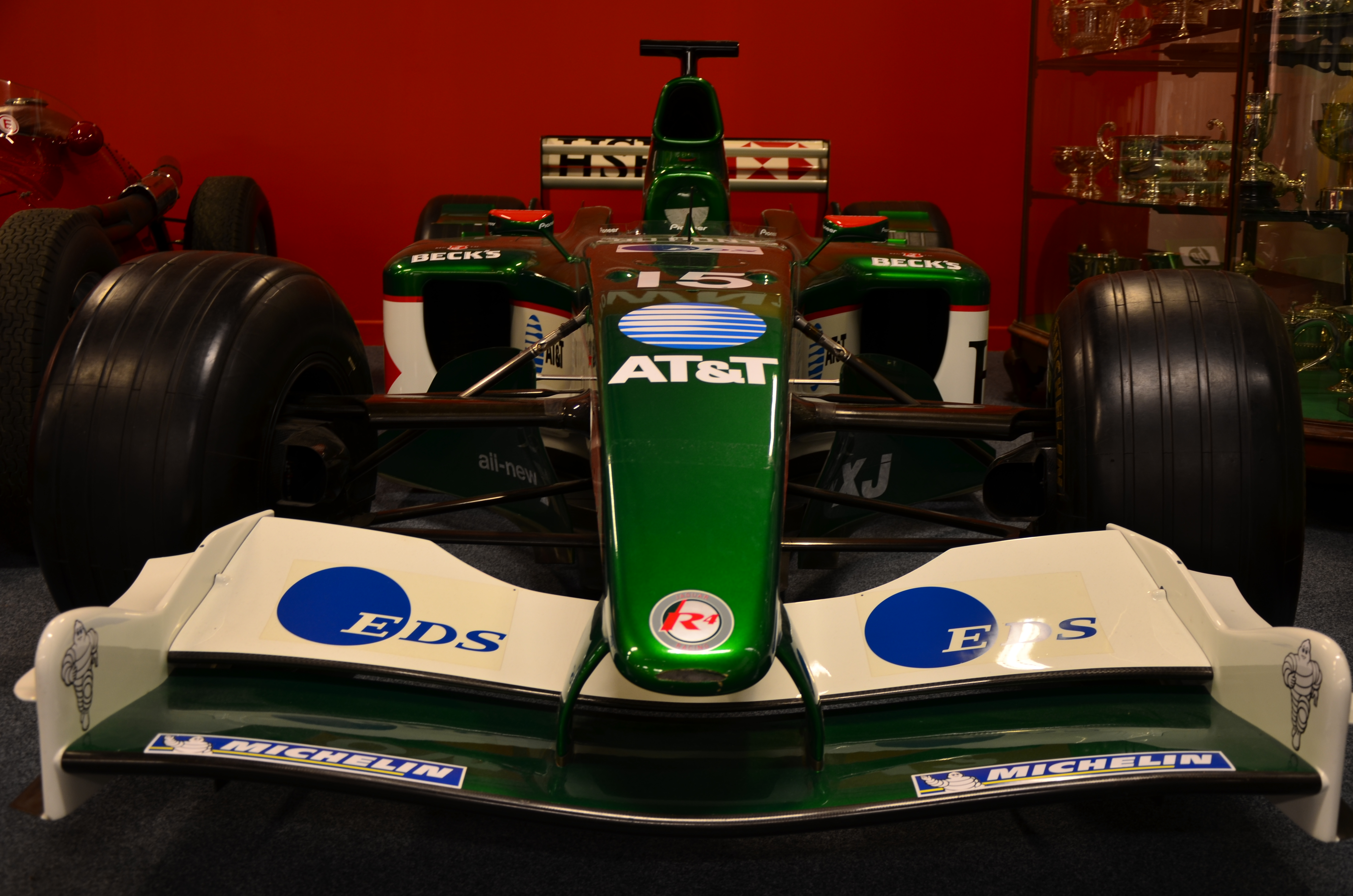
コベントリー自動車博物館にて展示されているジャガー・R4

BARのレース・チーム運営は2002年にプロドライブに引き継がれ、オーストラーはジャガー・レーシングに移動し、2002年シーズンからレースカーの開発に携わり、R4, R5及びR6シャーシの設計に取り組み、 2003年と2004年にジャガーのチーフエンジニアに任命された。
2004年のジャガーF1チームの激動の最終シーズン中に、R6シャーシの設計を終えて、オーストラーはプロのモータースポーツから引退することを決定し、チームは彼の貢献に感謝した。 その後、故郷のオーストラリアに戻り、いくつかの田舎のベンチャー企業を設立した。
オーストラーは、オーストラリア国内のモータースポーツへの関心と関与を維持してきた。これには、彼が5回のチャンピオンであるカテゴリーであるオーストラリアヒルクライムチャンピオンシップへの参加も含まれる。
オーストラーはまた、YouTubeチャンネルを通じて、彼のさまざまな風変わりなエンジニアリングの冒険を公開している。